# Farnern
Farnern is een gemeente en plaats in het Zwitserse kanton Bern, en maakt deel uit van het district Oberaargau.
Farnern telt 208 inwoners.